# Eparchia północnoafrykańska
Eparchia północnoafrykańska – jedna z eparchii Rosyjskiego Kościoła Prawosławnego, z siedzibą w Kairze. Wchodzi w skład Patriarszego egzarchatu Afryki.
Utworzona postanowieniem Świętego Synodu 29 grudnia 2021 r. Obejmuje terytoria Algierii, Beninu, Burkiny Faso, Czadu, Dżibuti, Egiptu, Erytrei, Etiopii, Gambii, Ghany, Gwinei, Gwinei Bissau, Kamerunu, Liberii, Libii, Mali, Maroka, Mauretanii, Nigru, Nigerii, Republiki Środkowoafrykańskiej, Republiki Zielonego Przylądka, Senegalu, Seszeli, Sierra Leone, Somalii, Sudanu, Sudanu Południowego, Togo, Tunezji i Wybrzeża Kości Słoniowej.
W skład administratury weszły dotychczas stauropigialne parafie Rosyjskiego Kościoła Prawosławnego w Egipcie, Maroku i Tunezji.
Ordynariuszowi eparchii przysługuje tytuł biskupa kairskiego i północnoafrykańskiego. Funkcję tę pełni metropolita zarajski Konstantyn, egzarcha Afryki. Siedzibą biskupa jest obecnie Moskwa.